# Territet

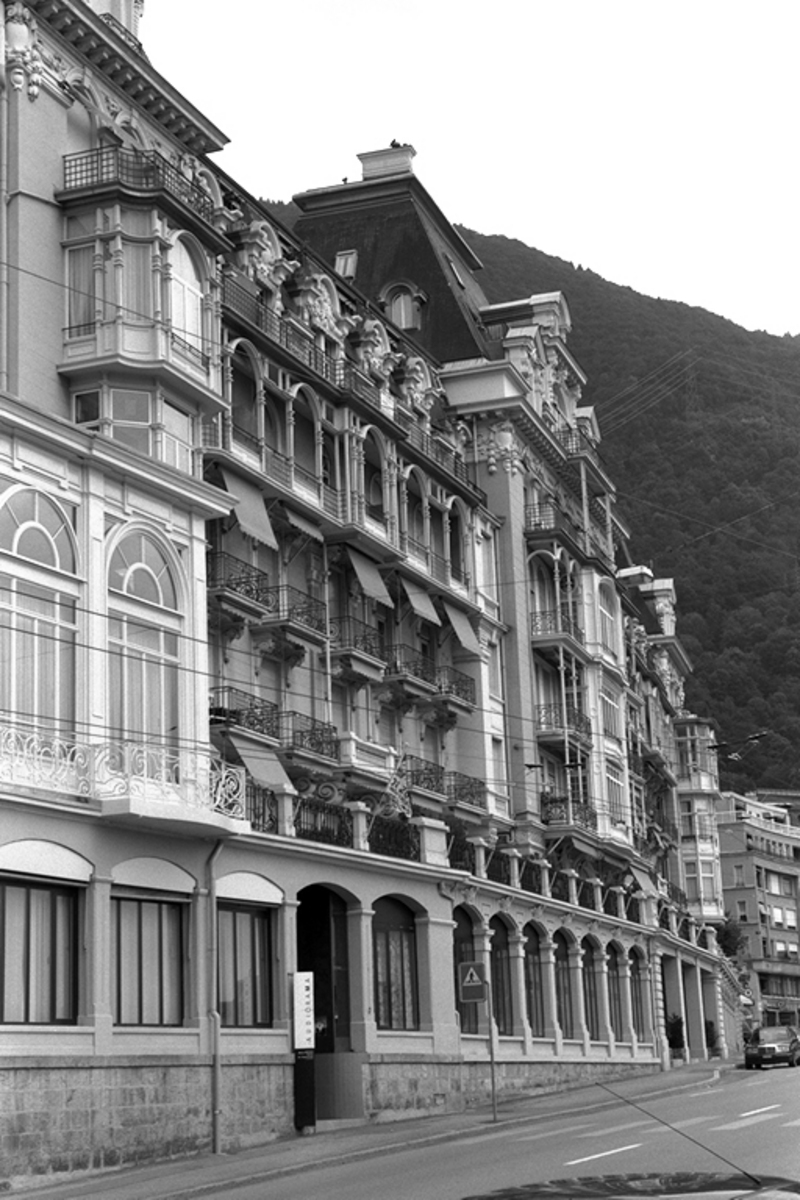
'Hôtel des Alpes-Grand Hôtel', el edificio más emblemático de Territet.

Territet es una pequeña localidad perteneciente a la comuna suiza de Montreux, en el cantón de Vaud.
Se encuentra situada en la zona sur de la comuna, junto al lago Lemán, y limitando al sur con la comuna de Veytaux.

## Monumentos
En la localidad se encuentra el Hôtel des Alpes-Grand Hôtel, un antiguo hotel que aloja al museo nacional suizo audiovisual, actualmente cerrado. También hay una estatua de Isabel de Baviera.

## Transportes
Ferrocarril
Existe una estación ferroviaria donde efectúan parada trenes de cercanías pertenecientes a una línea de la red 'RER Vaud'.
Otros transportes
- Barcos de la Compagnie générale de navigation sur le lac Léman.
- Funicular entre Territet y Glion.